# Robert Peary
Robert Edwin Peary (Cresson, 6 de maio de 1856 — Washington, DC, 20 de fevereiro de 1920) foi um explorador polar norte-americano conhecido pela alegação de ter sido o primeiro homem a atingir o Polo Norte geográfico em 1909. A alegação de Peary foi aceita durante boa parte do século XX; entretanto, atualmente, ela é amplamente contestada, em favor da alegação de Frederick Cook, que afirma ter chegado ao polo um ano antes de Peary.

## As explorações de Peary

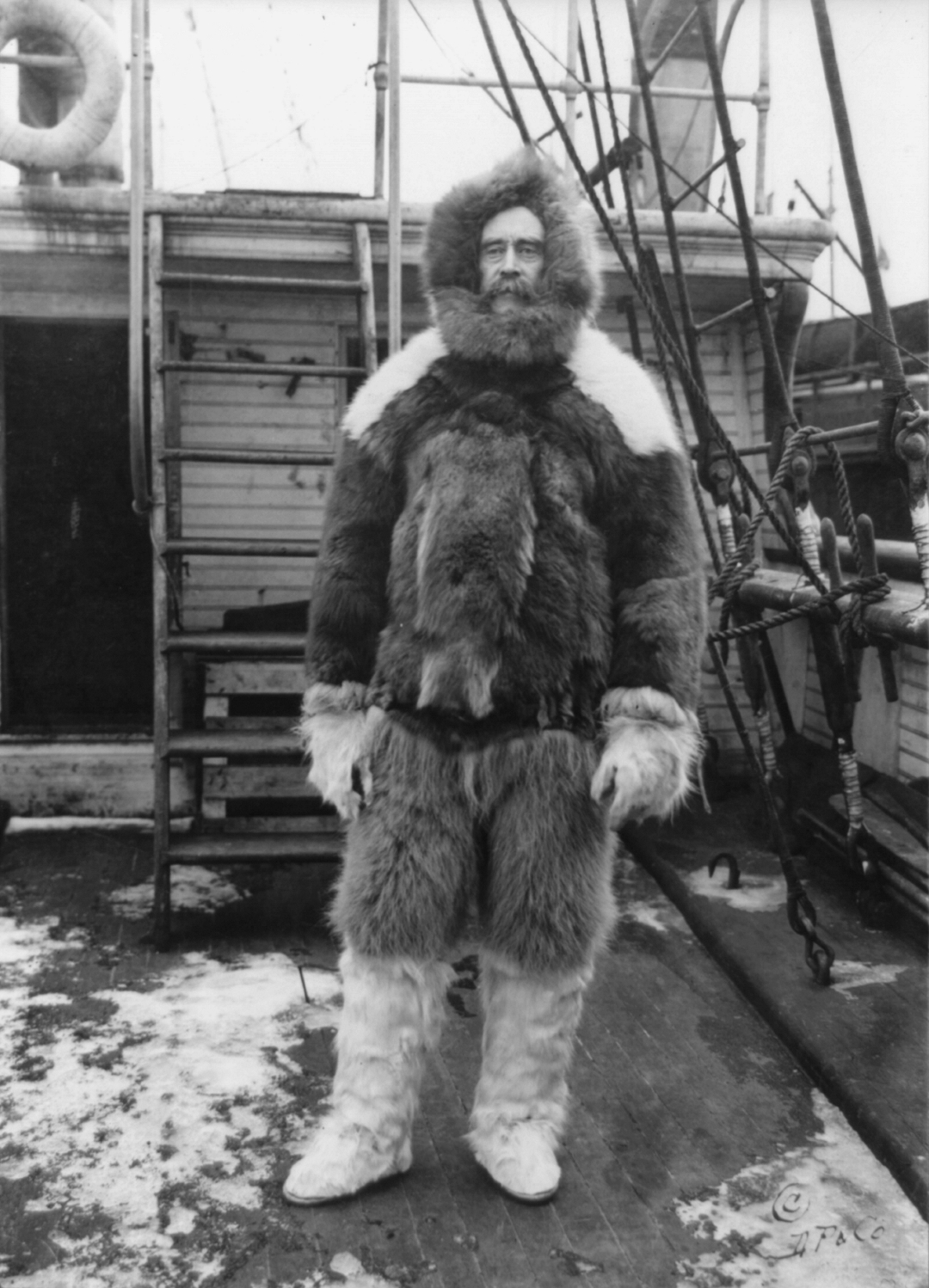
Robert Peary

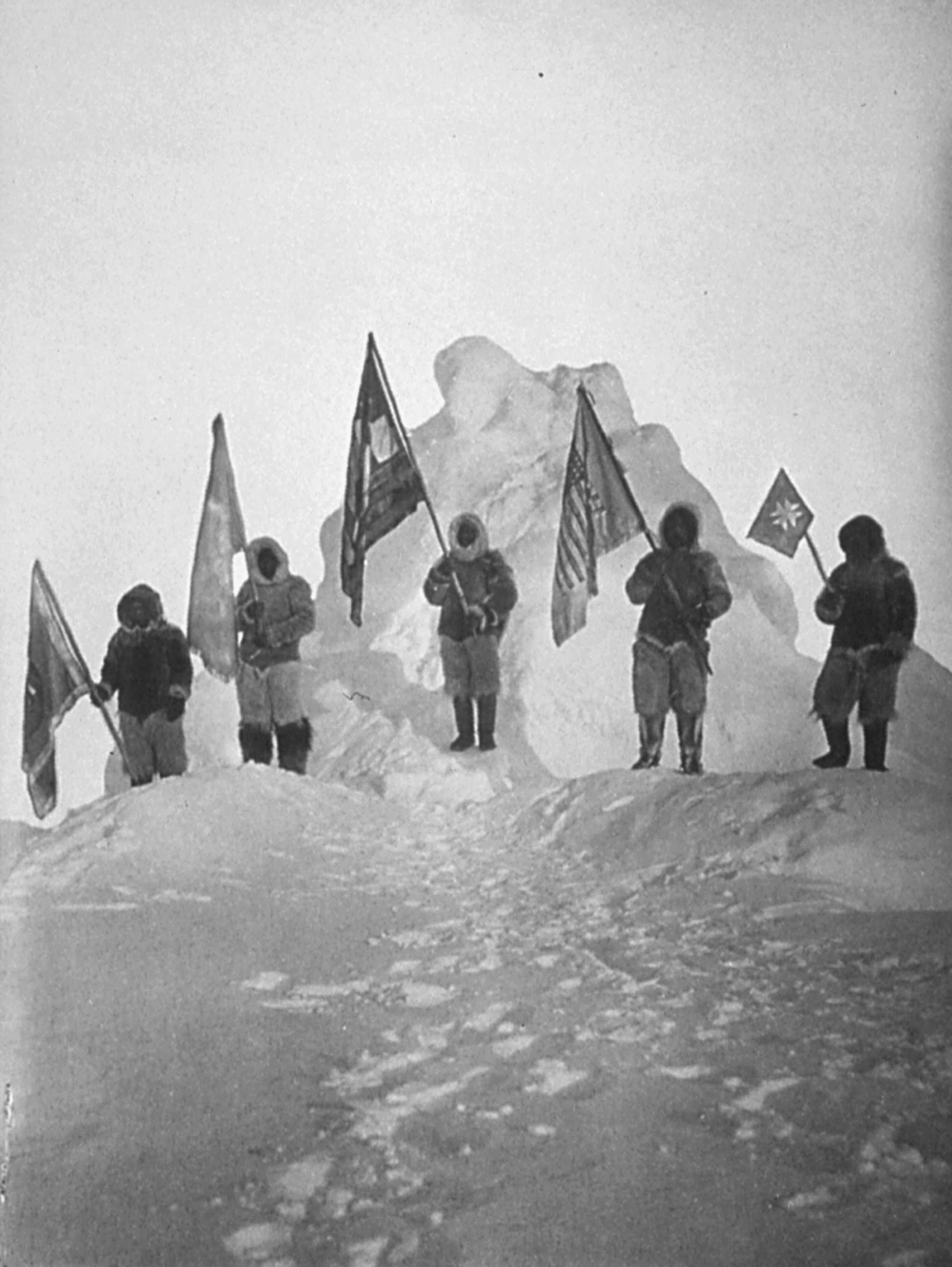
A expedição liderada pelo norte-americano Robert Peary alegou ter chegado ao Polo Norte em 1908, mas hoje muitos historiadores e cientistas duvidam do feito.

Peary graduou-se no Bowdoin College, no Maine, e ingressou na Marinha dos Estados Unidos.
Em 1886, Peary definiu como meta atingir o ponto de maior latitude da Terra, o Pólo Norte. Pioneiro nesse objetivo, utilizou técnicas esquimós (roupa de pele, trenós de cães) para o conseguir. Em 1891 e 1892, viajou pela Gronelândia e demonstrou tratar-se de uma ilha, facto até então desconhecido. Nessa viagem descobriu a costa norte gronelandesa, até então nunca navegada.
A 6 de abril de 1909, terá alegadamente atingido o Polo Norte e aí içado a bandeira norte-americana. Tal feito suscitou polêmica, uma vez que seu compatriota F. A. Cook afirmava ter lá chegado em 1908, facto que, no entanto, não conseguiu provar.
Antes de Peary, houve várias expedições ao Ártico. Peary estudou técnicas de sobrevivência usadas pelos inuit, aprendeu a manejar trenós de cães, a construir iglus e a vestir-se com peles tal como faziam os nativos esquimós. Também confiou neles como caçadores, pescadores e guias durante as expedições e foi pioneiro no uso de grupos de apoio e manutenção de provisões para a travessia. A isto chamou “o sistema Peary”.
Para a sua expedição final ao Polo Norte, partiu da cidade de Nova Iorque com 23 homens, a 6 de julho de 1908, e passou o inverno perto do cabo Sheridan, na ilha Ellesmere. Dali partiram para o Polo Norte em vários grupos desfasados de alguns dias de intervalo, iniciados a 28 de fevereiro de 1909.
No percurso final da expedição, apenas cinco dos seus homens participaram além de Peary: Matthew Henson e quatro inuit chamados Oatah, Egingwah, Seegloo e Ookeah.
No diário em que mantinha registados os eventos dia-a-dia, a 7 de abril escreveu (as notas foram depois re-escritas para publicação) “Por fim o Polo! Prémio de três séculos, o meu sonho e ambição durante 23 anos. Vejo o fim...”
A afirmação de Peary de que chegara ao Polo Norte foi sempre posta em causa, devido a certas razões:
- Mal regressara do Ártico inteirou-se que Frederick Cook também afirmava ter chegado lá no ano anterior (1908); enquanto a expedição de Cook quase seguramente foi uma fraude e nunca foi a nenhum lado próximo do polo, as mesmas incógnitas e dúvidas devido à falta de prova são aplicadas a Peary.
- O grupo que acompanhou a Peary na etapa final da travessia não incluía ninguém treinado na navegação que pudesse confirmar independentemente o seu trabalho de navegação, o qual parece bastante negligente. As distâncias e velocidades que Peary afirmou ter alcançado com o último grupo de apoio para regressar são três vezes mais rápidas que outros.
- O cálculo de um itinerário de ida e volta ao polo por uma rota direta — a única forma na que poderia ter viajado a tal velocidade — é contraditório com as contas de Matthew Henson de um desvio tortuoso para evitar inconvenientes. Em 1996 foi feita uma análise de registos de Peary descobertos nesse momento, e indicam que esteve a quase 20 milhas náuticas (37 km) do polo.

Alguns historiadores creem que Peary realmente pensou que tinha chegado ao polo. Outros sugeriram ser culpado de exagerar deliberadamente os seus feitos. Também alguns sugerem que qualquer indício de que Peary não chegou lá deve ser o trabalho de conspiradores que estavam a favor de Cook, que queria desacreditá-lo. Provavelmente a controvérsia nunca será resolvida.
Peary também foi autor de vários livros, sendo os mais famosos Northward over the Great Ice (1898), Nearest the Pole (1907) e Secrets of Polar Travel (1917). O filme Glory & Honor, de Kevin Hooks (2000), descreve a sua viagem no Ártico.
No seu livro Ninety Degrees North, o historiador polar e escritor Fergus Fleming descreve Peary como “indubitavelmente o mais impetuoso, possivelmente o de mais êxito e provavelmente o mais antipático dos homens nos anais da exploração polar.”
Está sepultado no Cemitério Nacional de Arlington.